# 泊居支庁

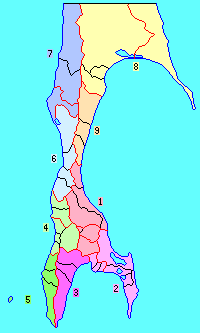
9支庁時代の樺太（6.泊居支庁 7.泊居支庁鵜城出張所）

泊居支庁（とまりおるしちょう）は、樺太庁の支庁の一つ。
支庁所在地は泊居町。
本項では旧称の名好支庁（なよししちょう）、久春内支庁（くしゅんないしちょう）についても述べる。

## 歴史
- 1908年（明治41年）12月 - 真岡支庁ナヤシ出張所が独立して名好支庁が発足。
- 1913年（大正2年）
  - 6月
    - 真岡支庁泊居出張所・久春内出張所を当支庁に移管。支庁が久春内に移転して久春内支庁に改称。
    - 旧・名好支庁が北名好出張所に改称。鵜城出張所を新設。

  - 10月 - 支庁が泊居出張所に移転して泊居支庁に改称。旧・久春内支庁に久春内出張所を設置。
- 1918年（大正7年）6月 - 北名好出張所が名好出張所に改称。
- 1915年（大正4年）6月26日 - 「樺太ノ郡町村編制ニ関スル件」（大正4年勅令第101号）の施行により、管内に泊居郡・久春内郡・鵜城郡・名好郡を設置。
- 1922年（大正11年）10月 - 鵜城出張所・名好出張所の管轄区域に鵜城支庁が発足。
- 1924年（大正13年）12月25日 - 鵜城支庁を廃止して泊居支庁の管轄区域に鵜城郡と名好郡を加える[1]。鵜城郡と名好郡を管轄区域とする鵜城出張所を設置[2]。
- 1940年（昭和15年）1月 - 鵜城郡および名好郡の一部（恵須取町・塔路町）・久春内郡の一部（珍内町）の区域をもって恵須取支庁が発足。管轄区域が泊居郡のみとなる。
- 1942年（昭和17年）11月 - 真岡支庁に統合。同日泊居支庁廃止。